# Ту-214Р
Ту-214Р (изделие 411) — самолёт-разведчик для радиотехнической и оптико-электронной разведки, разработанный в конце 2000-х годов на базе пассажирского Ту-214 для замены Ил-20. Принят на вооружение.
Самолёт оборудован многочастотным радиотехническим комплексом МРК-411 с радиолокационными станциями бокового и кругового обзора разработки ЦНИРТИ им. академика А. И. Берга, а также оптико-электронной системой высокого разрешения «Фракция».
По состоянию на март 2022 года 2 борта (RF-64511, RF-64514) состоят на вооружении. Срыв сроков поставки самолётов явился причиной длительного судебного разбирательства между Главным разведывательным управлением Генштаба, являющимся заказчиком Ту-214Р, и Казанским авиационным производственным объединением.

## Конструкция
В отличие от самолётов ДРЛО со вращающимися радарами как А-50 или E-3 (AWACS) на Ту-214Р применена РЛС конструкции АФАР состоящая из нескольких панелей (радиолокационной станцией бокового обзора / бортового радара бокового обзора с радаром с синтезированной апертурой). РЛС бокового обзора видны у кабины пилотов. Аналогичная компоновка н.пр. применяется самолёта RC-135 аналогично были скомпонованы РЛС бокового обзора и на Ил-20 хотя представляли собой обычные некогерентные РЛС. Дополнительно также заявляется РЛС кругового сканирования, она находится в фигурном обтекателе в задней части фюзеляжа.
Дальность РЛС в активном режиме источники оценивают как 250 км, в пассивном режиме радиотехнической разведки дальность обнаружения объектов по их собственному радиоизлучению до 400 км (вероятно на такой дальности речь идёт об обнаружении вражеских РЛС и мощных радиостанций). Источники также заявляют для пассивного режима РЛС имеется режим прослушивания незащищённой радиосвязи. В целом поскольку официальных данных об ТТХ для МРК-411 от производителя нет данные оценки экспертов являются ориентировочными.
В передней части снизу фюзеляжа находится комплекс оптической разведки «Фракция», предназначенная для получения изображений высокого разрешения в видимом и инфракрасном диапазоне, в том числе, как фотографий, так и видеопотока с обзорным и сфокусированным углами зрения. Станция «Фракция» может наводиться на цели согласно внешнему предварительному целеуказанию или по собственным алгоритмам, например, по обнаружению примерного района цели по её радиоизлучению, зафиксированному РЛС МРК-411. «Фракция» может уточнить угловые координаты цели с точностью 1 минуты, что при наличии 3D-карт позволяет получить очень точные координаты целей.

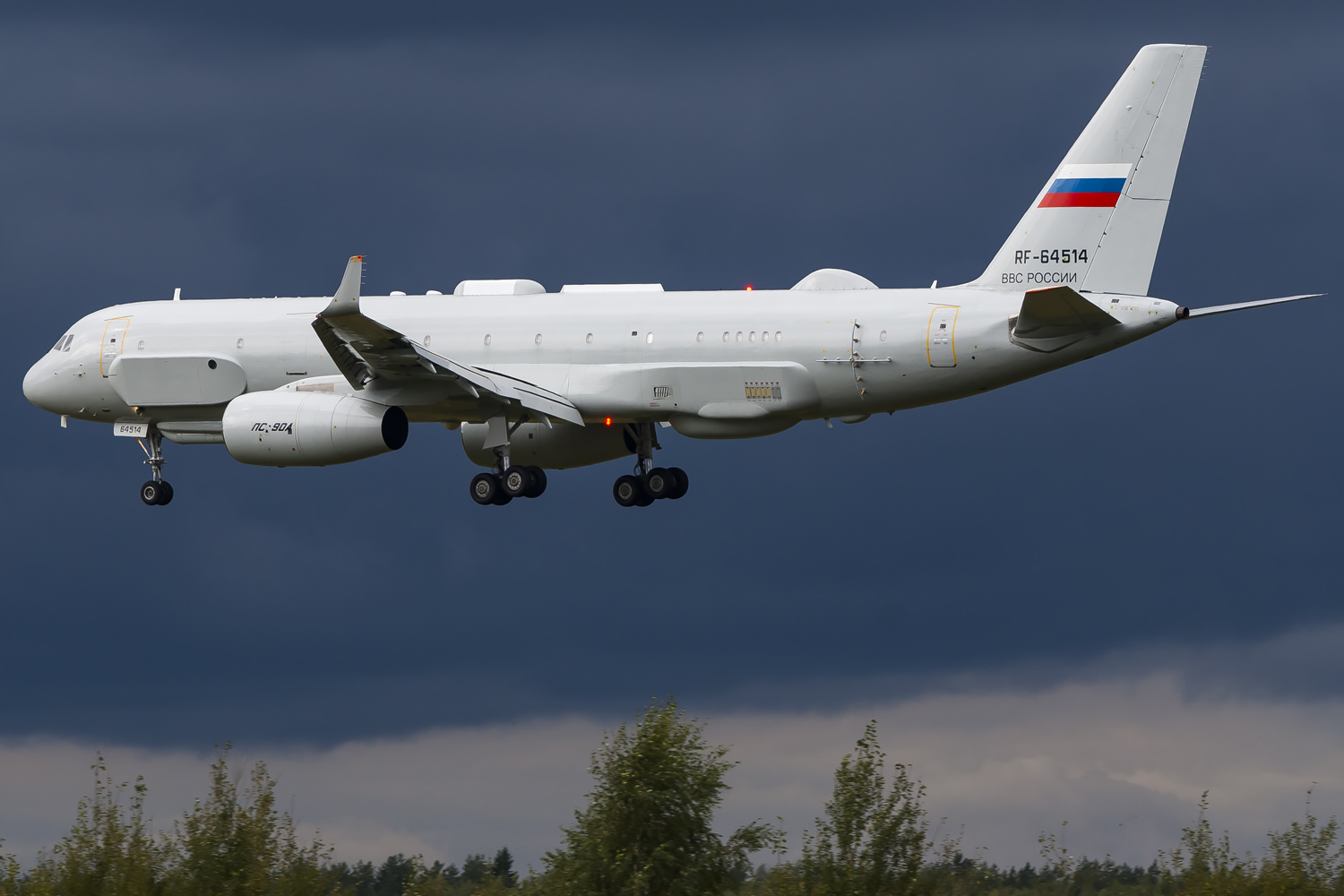
Самолёт-разведчик Ту-214Р

## Применение
- В декабре 2012 года, Ту-214Р был замечен над нейтральными водами Японского моря.
- В июне 2015 года Ту-214Р совершал полёты вдоль границы России и Украины.
- 15 февраля 2016 года борт номер RF-64514 прибыл на используемый российской авиационной группировкой в Сирии аэродром Хмеймим близ Латакии, для проведения разведывательных операций[10]. 2 марта Ту-214Р был возвращён, после двух недель пребывания в Сирии. 29 июля 2016 года один самолёт снова прибыл на авиабазу Хмеймим.

## История
Контракт на первые 2 самолета был подписан в 2002 году. Первый полет 24 декабря 2009 года. С 2012 года в опытной эксплуатации.
30 июня 2016 года Минобороны РФ заключило контракт на строительство третьего Ту-214Р.